# Demba Diallo
Demba Diallo (Kayes, 13 de octubre de 2000) es un futbolista maliense que juega en la demarcación de delantero para el Manisa FK de la TFF Primera División.

## Selección nacional
Tras jugar en las categorías inferiores de la selección, finalmente hizo su debut con la selección de fútbol de Malí el 16 de enero de 2021 en un encuentro del campeonato Africano de Naciones de 2020 contra Burkina Faso que finalizó con un resultado de 1-0 a favor del combinado maliense tras el gol de Siaka Bagayoko.

## Clubes
| Club         | País    | Año       | Partidos | Goles |
| ------------ | ------- | --------- | -------- | ----- |
| Stade Malien | Mali    | 2017-2021 | 3+       | 0+    |
| Manisa FK    | Turquía | 2021-     | 132      | 9     |